# Cypripedium palangshanense
Cypripedium palangshanense — травянистое растение; вид секции Retrinervia рода Башмачок семейства Орхидные.
Китайское название: 巴郎山杓兰 ba lang shan shao lan.
Относится к числу охраняемых видов (II приложение CITES).

## Распространение и экология
Китай (Чунцин, Сычуань). Леса, кустарниковые заросли на высотах от 2200 до 2700 метров над уровнем моря.

## Ботаническое описание
Травянистый многолетник 8—13 см высотой, с тонким, ползучим корневищем. Стебель прямостоячий, голый.
Листьев — 2 шт. Располагаются по горизонтали. Листовая пластинка округло- или почти широко-эллиптическая, 4—6 × 4—5 см, с 5—7 выступающими жилками, острые или тупые.
Соцветие верхушечное, с 1 цветком; Цветоножка тонкая, опушённая; прицветники ланцетные, 1,2—1,6 × 0,3—0,4 см, голые, острые.
Цветок от коричнево-фиолетового до пурпурно-красного цвета. Спинные чашелистики ланцетные, 1,4—1,8 × 0,3—0,4 см; парус овально-ланцетныё, 1,5—1,7 × 0,5—0,6 см. Лепестки косо-ланцетные, 1,2—1,6 × 0,4—0,5 см, на конце заострённые; губа почти шаровидная, около 1 см в диаметре. Стаминодий около 3 мм.
Цветение в июне.

## В культуре
Незаконно собранные в природе растения экспортируются на мировой рынок начиная с 90-х годов XX века до настоящего времени. Возможно, некоторые растения в настоящее время культивируются в Европе и США. Как и Cypripedium debile этот вид, трудно поддерживать в долгосрочной перспективе, но не невозможно. Рекомендуется культивирование в почвенной смеси с нейтральными значениями рН. 
Зоны морозостойкости: 5—6.